# Desaparición de Mekayla Bali
Mekayla Bali (Regina, Saskatchewan; 2 de julio de 1999) era una joven canadiense que desapareció en abril de 2016, cuando tenía 16 años. Fue vista por última vez entre las 13 y 13:45 horas en una parada de autobús local. A pesar de varios avistamientos reportados, desde entonces no se han encontrado pistas definitivas sobre su paradero, desconociéndose su destino.

## Trasfondo
Bali nació el 2 de julio de 1999 como Mekayla Margaret Kim Niebergall en la ciudad de Regina, capital de la provincia canadiense de Saskatchewan. Su nombre cambió de Niebergall a Bali, siete meses antes de su desaparición, el 11 de septiembre de 2015. Su madre, Paula Marie Bali, trabaja como consultora para el Ministerio de Servicios Sociales del gobierno de Saskatchewan. Su padre no se conoce oficialmente, pero tras su desaparición se propuso a un hombre llamado Rick Breit como su posible padre biológico. Bali vivía con su madre, su tía, su abuela materna y sus dos hermanos pequeños en la población de Yorkton, también en Saskatchewan. Su abuelo materno murió en marzo de 2016, solo un mes antes de su desaparición.
La madre de Mekayla la describió como una chica tímida y tranquila, a la que le gustaba tocar el violín y participaba en el club de teatro de su instituto, donde cursaba el undécimo grado en el momento de su desaparición. Asimismo, una de sus amigas del instituto la describió como "cariñosa" y "muy consciente de cuáles eran... las necesidades de sus amigas". Bali no tenía antecedentes de haber desaparecido durante largos periodos de tiempo y, según su madre, no era una "niña arriesgada". Aunque a veces sufría acoso escolar por su acné, su madre creía que en la época de su desaparición "estaba dando sus primeros pasos".

### Apariencia
Según su descripción, Bali mide 1,57 m. de altura y pesa 56 kg, aunque ambas medidas han podido cambiar desde entonces. Su color natural de pelo es el pelirrojo, pero se sabe que en el pasado cambió de color y que en el momento de su desaparición estaba teñida de rubia. Sus ojos son azules y su tez se describe como clara/prefecta. Sus rasgos distintivos incluyen acné, una ligera marca de nacimiento del tamaño de una moneda de diez centavos en la barbilla, algunas cicatrices en la frente entre los ojos, fruto de la varicela, una fila entera de cicatrices en el muslo de autolesiones, y los incisivos delanteros sobresalientes. Bali a veces llevaba gafas, aunque en la imagen difundida por la policía aparece con montura.

## Desaparición
Gracias a las declaraciones de testigos y a la revisión de cientos de horas de grabaciones de cámaras de vigilancia, los investigadores pudieron reconstruir los movimientos de Bali durante gran parte del día en que desapareció. Como resultado, existe una amplia cronología de sus acciones a partir de ese día.

### Hechos anteriores
Los compañeros de instituto de Bali declararon a los periodistas que en los días previos a su desaparición mencionó varios lugares que visitaría pronto. También dijeron que Bali había afirmado tener 5 000 dólares canadienses en su cuenta bancaria, aunque la policía confirmó posteriormente que no era el caso. El lunes 11 de abril, un día antes de su desaparición, envió un mensaje de texto a una amiga pidiéndole que la llevara al TD Bank local a la mañana siguiente. También se comunicó con ese banco varias veces ese día y acabó transfiriendo 25 dólares a su cuenta. Por la noche, envió mensajes a varios amigos en los que les decía que no estaba contenta con algo y que necesitaba ayuda.

### Día de los hechos: 12 de abril
El martes 12 de abril, a las 6:41 de la mañana, Bali envió otro mensaje de texto a su amiga para pedirle que la llevara al TD Bank. Según su madre, "el 12 de abril fue una mañana muy normal en nuestra casa" y que "no había nada fuera de lo normal". Como era su rutina habitual, la abuela de Bali la llevó al colegio, al que llegó entre las 8:10 y las 8:20 horas. Las grabaciones de CCTV la muestran guardando una carpeta en su taquilla a las 8:21 de la mañana y saliendo de la escuela por la entrada trasera a las 8:30.
A continuación fue vista por una cámara de vigilancia caminando hacia el sureste por las vías del tren. El empleado de Terry's Pawn and Bargain, una casa de empeños local, dijo a la policía que, entre las 8:40 y las 8:50, Bali intentó empeñar un anillo de plata. Sin embargo, al ser de escaso valor no le hizo ninguna oferta. Poco después, entre las 8:50 y las 8:55 horas, fue vista en el TD Bank mencionado retirando 55 dólares de su cuenta. Después de salir, las imágenes de vigilancia la muestran, a las 9 de la mañana, caminando hacia el este por la calle Broadway.
Alrededor de las 9:10 de la mañana, las cámaras la muestran entrando en un restaurante combinado Tim Hortons/Wendy's, donde compra una bebida y luego se sienta en una mesa. Se la puede ver usando su teléfono, aparentemente desmontándolo en un momento dado y volviéndolo a montar. A las 9:23, tras menos de 15 minutos, sale del restaurante, vuelve a entrar casi inmediatamente y sale por otra salida. Durante los 25 minutos siguientes, fue vista por varias cámaras cerca del restaurante. Sus movimientos durante este tiempo forman un amplio círculo que cubre los alrededores del restaurante en el sentido contrario a las agujas del reloj. A las 9:49 horas, vuelve a entrar en el restaurante. Esta vez se sienta en otra mesa. Durante los 20 minutos siguientes, se la ve utilizar el teléfono repetidamente, enviando mensajes de texto y haciendo lo que parecen ser largas llamadas. A las 10:12 horas, envía un mensaje de texto a un amigo que dice: "Oye, necesito ayuda", pero al cabo de un par de minutos escribe: "No importa, ya lo he resuelto". Se la ve salir de nuevo del restaurante, para volver a entrar poco después. A las 10:43, se acerca a una anciana y entabla una breve conversación. La policía pudo identificar a esa mujer, que les dijo que Bali le había pedido ayuda para alquilar una habitación de hotel, a lo que ella se negó. Tras finalizar la conversación, Bali vuelve a utilizar su teléfono y abandona rápidamente el restaurante, esta vez para siempre.
Tras salir de Tim Hortons, las cámaras la muestran a las 10:45 horas caminando hacia el oeste por la calle Broadway Este. Tras recorrer una corta distancia, gira y se dirige hacia el sur por la 7ª Avenida. Sin embargo, rápidamente da media vuelta y continúa hacia el oeste por Broadway Street East hasta que sale del campo de visión de la cámara. No aparece en ninguna otra grabación de vigilancia durante más de una hora. Sin embargo, según un empleado, fue vista poco después en la estación de autobuses STC. Allí preguntó cuándo saldría el próximo autobús a Regina. Cuando se enteró de que el autobús saldría a las 17 horas, abandonó la estación de autobuses sin comprar el billete. Según la empleada, esto ocurrió en algún momento entre las 10 y las 12 horas, pero según las imágenes de vigilancia disponibles, este periodo de tiempo puede reducirse a algún momento entre las 11:00 y las 11:45 horas.
A las 11:35 horas envió otro mensaje de texto a su amiga: "Nos vemos en la comida" y a las 11:59 vuelve a entrar en el instituto, pero sólo se encuentra con otros dos estudiantes en la cafetería. Éstos le confirman que les ha hablado de sus planes de coger un autobús para ir de vacaciones a Regina. Las cámaras la muestran saliendo del instituto a las 12:03 horas.
La siguiente vez que la vieron fue en el restaurante Trail Stop, donde pidió el almuerzo. Este restaurante estaba adosado a la mencionada estación de autobuses. Según testigos presenciales, salió del restaurante entre las 13 y las 13:45. Después de eso, nadie recuerda haberla visto, y no aparece en ninguna otra grabación de vigilancia. La policía pudo comprobar que no subió a ningún autobús ese día. La última vez que se la vio llevaba gafas, una bufanda verde azulado y verde menta, vaqueros, un abrigo largo de tres cuartos de color burdeos o morado y el pelo rubio ondulado suelto.

### Acontecimientos posteriores
El teléfono de Bali se apagó a las 6:51 de la mañana siguiente. Según la policía, Bali no ha vuelto a utilizar ninguna de sus cuentas en las redes sociales desde entonces. Una posible excepción se produjo tres meses después, cuando un mensaje de Snapchat que le había enviado uno de sus amigos se marcó como abierto. Sin embargo, no se pudo determinar si alguien lo vio realmente. La policía también confirmó que su cuenta bancaria no se ha utilizado desde entonces y que no lleva pasaporte, lo que dificultaría su salida del país.

## Investigación
La desaparición de Bali fue advertida por su familia la tarde del 12 de abril de 2016, cuando su abuela fue a recogerla al colegio. Al enterarse de que Bali no había ido al colegio en todo el día, se puso en contacto con la madre de Bali. Las dos mujeres buscaron inicialmente a Bali por su cuenta. Al no encontrar ningún rastro de ella tras horas de búsqueda, denunciaron su desaparición a la policía por la tarde de ese mismo día.

### Búsqueda policial
Su caso fue tratado inicialmente por la Policía Montada de Yorkton, que pidió ayuda al público para localizarla el 14 de abril de 2016. Después de tres semanas, los agentes entregaron el expediente de Bali a la Sección de Investigaciones Generales (GIS), una unidad especializada que investiga delitos graves. El 21 de julio, tres meses después de su desaparición, la RCMP intensificó su búsqueda emitiendo una alerta de búsqueda de menores para las tres provincias de Alberta, Saskatchewan y Manitoba. En el primer aniversario de la desaparición de Bali, la investigación pasó a manos de la Unidad de Casos Históricos de la Policía Montada del Canadá. El 4 de diciembre de 2017, la alerta de búsqueda de menores se renovó y amplió a todo Canadá.
La policía revisó cientos de horas de grabaciones de cámaras de vigilancia facilitadas por empresas locales y realizó decenas de entrevistas a posibles testigos para reconstruir los movimientos de Bali el 12 de abril de 2016. Aunque Bali utilizó mucho su teléfono durante todo el día, su proveedor de telefonía móvil no registró ninguna llamada y se cree que utilizó aplicaciones de redes sociales para comunicarse. Los investigadores afirmaron que fue difícil obtener información de estas empresas. En agosto de 2017, la RCMP llevó a cabo una búsqueda terrestre de tres días en una zona boscosa cercana al instituto de Bali en Yorkton. Sin embargo, la búsqueda no aportó nuevas pruebas sobre su paradero. La policía nunca confirmó la existencia de un sospechoso en el caso, pero sí anunció la existencia de una persona de interés.
Esta persona fue vista por testigos saliendo del restaurante Trail Stop con Bali. Se le describió como de complexión fornida, brazos musculosos, pelo oscuro y un tatuaje grande y prominente de una cruz de fuego en el antebrazo. El hombre se presentó finalmente ante la policía, que pudo interrogarle. Además, la policía pudo localizar en Internet a varios conocidos de Bali y se puso en contacto con los hoteles de la zona. Sin embargo, ninguno de estos esfuerzos condujo a ninguna otra pista. En 2019, la policía comenzó a divulgar extensas grabaciones de cámaras de vigilancia con la esperanza de que aportaran nuevas pistas de personas que vieron a Bali ese día.

### Informes de avistamientos
Tanto la policía como su familia recibieron cientos de pistas sobre su posible paradero a lo largo de los años, incluidos posibles avistamientos. El 9 de octubre de 2016, se informó de que se creía que Bali estaba en Vancouver. Su madre viajó a la ciudad para montar una campaña de carteles en ayuda para localizar a su hija. En 2017, el servicio policial de la Nación Tsuut'ina informó de que creían que Bali había asistido a un evento en enero de 2017 en el Grey Eagle Entertainment Centre. El 8 de agosto de 2019, la madre de Bali recibió una llamada de un hombre que afirmaba haber visto a Bali en Edmonton. Su madre dijo que está considerando ir allí para investigar por sí misma. Otro posible avistamiento de Bali mendigando en Penticton se hizo en enero de 2020. Sin embargo, la policía local pudo confirmar que la persona en cuestión no era Bali.

### Esfuerzos privados
Para ayudar en la búsqueda, la familia de Bali organizó eventos de recaudación de fondos que les permitieron ofrecer una recompensa de 25 000 dólares canadienses (CAD) por cualquier información que condujera a su regreso a salvo. El 31 de julio de 2017, el Centro Nacional para Menores Desaparecidos y Explotados se unió al esfuerzo de búsqueda y comenzó a difundir información sobre Mekayla Bali, que entonces tenía 18 años. El 11 de diciembre de 2018, un donante anónimo ayudó a duplicar la recompensa por el regreso a salvo de Bali, pasando de esos 25 000 dólares iniciales a un total de 50 000 dólares. Sin embargo, el 8 de enero de 2020, la recompensa se redujo de nuevo a la mitad después de que el donante tuviera que pedir que le devolvieran el dinero. Para el quinto aniversario de su desaparición, esfuerzos adicionales de recaudación de fondos ayudaron a aumentar la recompensa de nuevo a 40 000 dólares. En el sexto aniversario de su desaparición, un donante anónimo añadió 60.000 dólares al fondo de recompensa, lo que elevó la recompensa total a 100 000 dólares.

## Impacto
Desde el principio, la madre de Bali ha trabajado continuamente para mantener la desaparición de su hija en la conciencia pública mediante la organización de eventos de recaudación de fondos y apariciones en los medios. En agosto de 2017, concedió una extensa entrevista para The Night Time Podcast. Ser uno de los podcasts más populares de Canadá ayudó a que su caso se conociera en todo el país, y a lo largo de los años su caso se ha perfilado en varios podcasts de crímenes reales como Dark Poutine, True North True Crime y True Crime Timeline. También en 2017, la desaparición de Bali fue uno de los 10 casos destacados en el Día Internacional de los Niños Desaparecidos el 25 de mayo por The Missing Children Society of Canada.
En 2019, CFRE-DT produjo el reportaje televisivo "Still Searching: The disappearance of Mekayla Bali" que llegó a ganar el Premio Trina McQueen en la categoría de Programa Informativo de Televisión en abril del año siguiente, así como un Premio Edward R. Murrow al mes siguiente. También en 2019, la desaparición de Bali fue cubierta por el dúo de investigación Victoria Dinh y Alicia Bridges, quienes escribieron un reportaje de larga duración sobre su caso que incluía entrevistas con sus amigos de la escuela secundaria. Después de que la RCMP publicara extensas imágenes de vídeo, su caso fue cubierto cada vez más en sitios de intercambio de vídeos. A partir de 2023, los vídeos de YouTube sobre su desaparición han recibido varios millones de visitas, lo que ha aumentado significativamente el conocimiento público de su caso.

## Teorías
Debido al continuo interés por su desaparición, su caso se ha debatido ampliamente en Internet en sitios como Websleuths y Reddit, donde existen foros de debate dedicados a su desaparición. Además, su caso ha llamado la atención en sitios de intercambio de vídeos, donde los vídeos sobre su desaparición han recibido decenas de miles de comentarios. Entre las teorías sobre su destino figuran la huida, el suicidio, la trata de personas y la posibilidad de que fuera víctima de un depredador online con identidad falsa.

### Buscaba fugarse
La policía siempre ha tratado la desaparición de Bali como un caso de personas desaparecidas y ha dicho que no tiene pruebas de juego sucio. Asimismo, amigos de la escuela secundaria han opinado que sus acciones de ese día fueron intencionadas por su parte, y uno de ellos dijo: "Sé que fue su decisión, pero aún así me estoy dando patadas por ello". Algunas de las publicaciones de Bali en las redes sociales indicaban que "no estaba contenta y planeaba marcharse", pero su madre señala que estas publicaciones son muy antiguas y ya no eran relevantes en el momento de su desaparición. Jordan Bonaparte, presentador de The Night Time Podcast, dijo en una entrevista que "inicialmente, pensé que era un caso claro de una adolescente fugada", pero luego añadió que cambió de opinión ya que "cuanto más tiempo pasaba, menos probable [resultaba]". Del mismo modo, la madre de Bali dijo que inicialmente pensó que su hija podría haber huido, pero que cambió rápidamente de opinión cuando se dio cuenta de que su medicación para el acné, así como el dinero que guardaba en casa para emergencias, estaban intactos.

### Trata de personas
El Centro Nacional para Menores Desaparecidos y Explotados define la trata en el contexto de los menores desaparecidos en su sitio web como "una forma de abuso infantil que se produce cuando un menor de 18 años es anunciado, solicitado o explotado a través de un acto sexual comercial". En 2019, se publicó un informe gubernamental en el que se detallaba el problema de la trata de personas en Saskatoon, citando "los desarrollos de petróleo y gas [con] una mano de obra mayoritariamente masculina y transeúnte" como una de las principales razones de su prevalencia en la región. En particular, las ciudades de Winnipeg, Edmonton, Calgary y Regina fueron citadas como centros importantes. Yorkton, el lugar donde desapareció Bali, se encuentra en medio de estos lugares. En consonancia con esto, la madre de Bali ha dicho varias veces que teme que su hija haya sido víctima de la trata.

### Víctima de un depredador de Internet
Bali tenía una amplia presencia en línea en una serie de aplicaciones de medios sociales donde chateaba con otras personas a menudo utilizando varios alias diferentes. El 1 de marzo de 2016, Bali escribió tanto en su Snapchat como en una de sus cuentas de Instagram: "Busco amigos en Snapchat porque no tengo ninguno en la vida real. Añádeme...", lo que llevó a algunas personas a creer que una persona implicada en su desaparición se había puesto en contacto con ella posteriormente.
En consecuencia, los investigadores se han esforzado considerablemente por obtener información sobre su historial en línea, pero han afirmado que las leyes de privacidad de Estados Unidos han provocado retrasos significativos. La madre de Bali afirmó que apoyó estos esfuerzos proporcionándoles "todas las contraseñas, todo lo relacionado con las cuentas de Mekayla".
Los amigos de Bali, así como los investigadores, señalaron la aplicación de mensajería rápida Kik, como motivo de preocupación. Kik ha sido acusada de proporcionar un control parental inadecuado y de ofrecer anonimato a actores potencialmente maliciosos, y los amigos de Bali han confirmado que no sabían mucho acerca de con quién estaba en contacto en línea.